# MAC-11
 (janvier 2019).

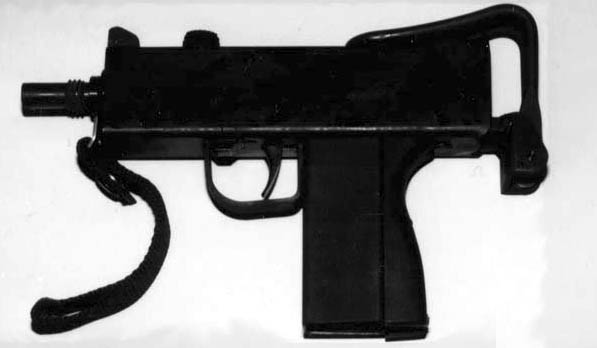
Un MAC-11.

L'Ingram MAC-11 (Military Armament Corporation Modèle 11) est un pistolet-mitrailleur compact développé par le concepteur d'armes à feu américain Gordon Ingram à la Military Armament Corporation (MAC) dans les années 1970. Cette arme est une version compacte du modèle 10 (MAC-10), chambrée pour tirer la munition .380 ACP, plus petite. Cette munition de faible puissance, très rarement employée dans les pistolets-mitrailleurs, lui donne une cadence de tir très élevée. La faible puissance de sa munition le rend particulièrement adapté dans les contextes où une pénétration excessive est dangereuse, comme à l'intérieur des avions. 
Cette arme est parfois confondue avec le M-11/9 de Sylvia & Wayne Daniels ou le Vulcan M-11-9, qui sont deux variantes ultérieures du MAC chambrées pour la munition 9 mm Parabellum. 

## Silencieux
Un silencieux spécifique a été mis au point pour le MAC-11. Il utilise des dissipateurs au lieu des chicanes que Mitchell Werbell III avait créées pour le MAC-10. Bien que les dissipateurs soient moins durables que des chicanes, ils ont l'avantage d'être plus silencieux pour le MAC-11. Le silencieux est long de 224 mm et recouvert de Nomex, un matériau résistant à la chaleur.

## Utilisation
Comme le M-10, le M-11 a un viseur mécanique avec la hausse soudée. Ce viseur est conçu pour une utilisation avec une crosse pliante. Leur utilisation sans cette crosse est rendue presque inutile par le recul initial de l'arme en raison de sa lourde conception à culasse ouverte. Le M-11A1 dispose également de deux systèmes de sécurité que l'on retrouve sur le modèle 10A1. La poignée de rechargement tourne à 90 degrés pour verrouiller la culasse en avant, empêchant ainsi l'arme d'être armée. La deuxième sécurité est un curseur qui est poussé vers l'avant pour verrouiller la gâchette, ce qui à son tour verrouille la culasse en arrière (armé). Cela empêche l'arme de tirer, même en cas de chute, chose fréquente avec une conception à culasse ouverte.

## Performance

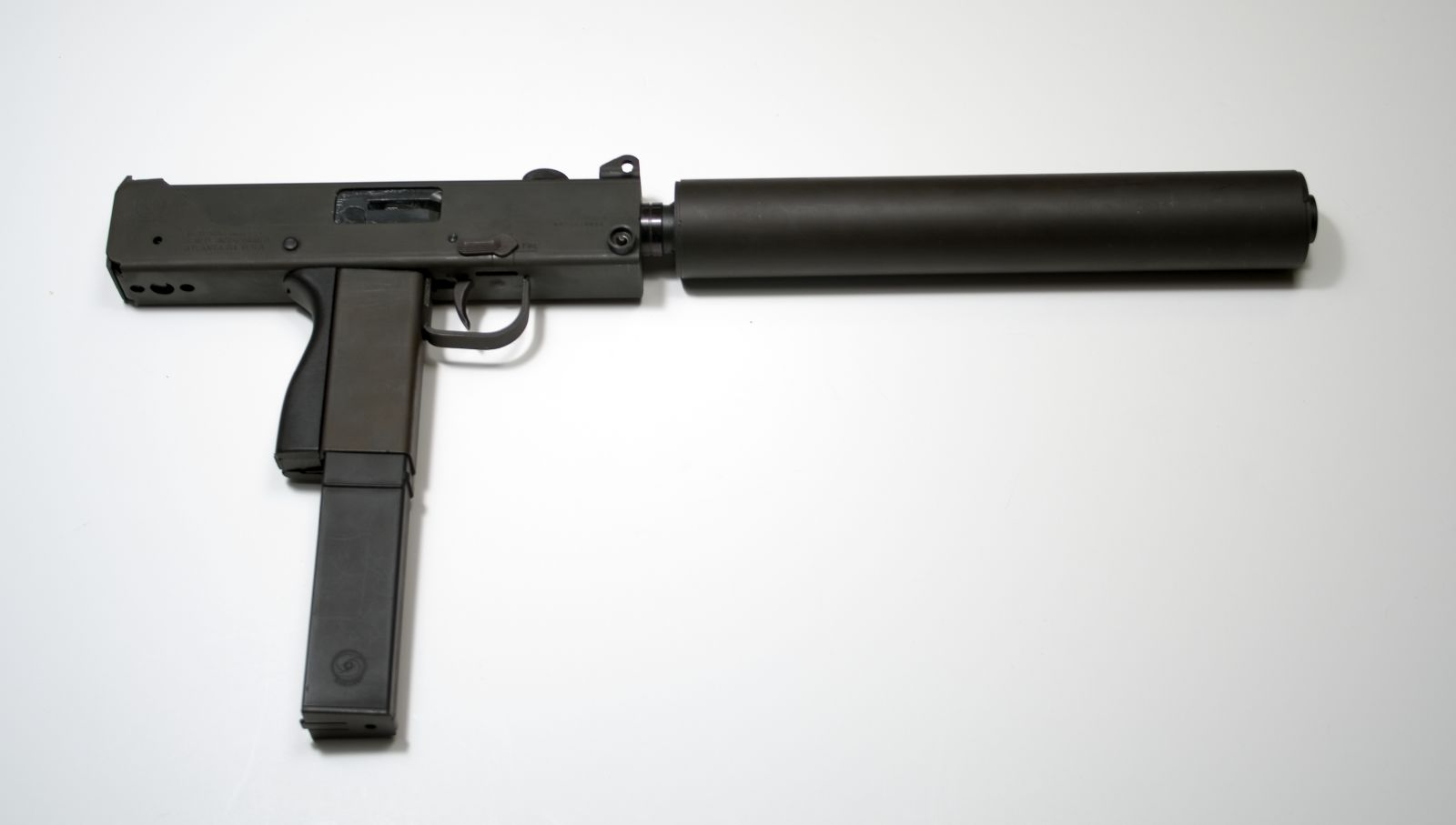
Cobray MAC-11/9 semi-automatique avec chargeur de 32 balles et silencieux.

La cadence de tir du M-11A1 est l'un des plus grands désavantages de cette arme. Annoncée à environ 1 600 coups par minute, le MAC-11 est capable de vider entièrement le chargeur de 32 coups en moins de 2 secondes, ce que beaucoup d'utilisateurs considèrent comme un inconvénient. La cadence de tir peut également varier en fonction du poids des balles utilisées.

## Réception
Le M-11 est la version la moins courante dans la famille des armes à feu MAC. Avec la cadence de tir élevée du MAC-11, un excellent contrôle du tir est nécessaire pour tirer des rafales courtes, qui sont nécessaires pour l'efficacité du combat. Sans une formation adéquate, la tendance naturelle du tireur inexpérimenté est d'appuyer sur la gâchette et de vider le chargeur en un peu plus de deux secondes, le tout avec une mauvaise précision en raison du recul.

## Fabricants
Ces pistolets-mitrailleurs et pistolets semi-automatiques ont d'abord été fabriqués par Military Armament Corporation, puis plus tard par RPB Inc., Sylvia / Wayne Daniel Inc., Cobray, Jersey Arms, Leinad, MasterPiece Arms, et Vulcan.

## Caractéristiques
M11
- Calibre : .380 ACP
- Longueur : 24,8 cm / 46 cm (avec la crosse dépliée)
- Longueur avec le silencieux : 44 cm / 65 cm (avec la crosse dépliée)
- Longueur du canon : 12,9 cm
- Poids non chargé : 1,59 kg / 2,045 kg (avec le silencieux)
- Poids chargé : 2,1 kg / 2,555 kg (avec le silencieux)
- Cadence de tir : 1 200 coups par minute
- Capacité : 32 coups

M11/9mm
- Calibre : 9 mm Parabellum
- Longueur : 33 cm / 58,4 cm (avec la crosse optionnelle dépliée)
- Longueur avec le silencieux : 54,9 cm / 77 cm (avec la crosse dépliée)
- Longueur du canon : 13,3 cm
- Poids non chargé : 1,701 kg / 2,033 kg (avec le silencieux)
- Poids chargé : 2,179 kg  / 2,511 kg (avec le silencieux)
- Cadence de tir : 1 400 coups par minute